# Leïla Slimani
Leïla Slimani (Rabat, 3 oktober 1981) is een Frans-Marokkaanse journalist en schrijver. In 2016 heeft zij de Prix Goncourt gewonnen voor haar roman Chanson douce, in het Nederlands vertaald en uitgeven met als titel Een zachte hand.

## Levensloop
Leïla Slimani is opgegroeid in een Franstalig gezin in Marokko. Haar vader was bankier en een hoge Marokkaanse ambtenaar. Hij was eveneens staatssecretaris en voorzitter van de Marokkaanse voetbalbond. Haar moeder is KNO-arts. Ze is van Frans-Algerijnse afkomst. Leïla Slimani heeft twee zussen.
Leïla Slimani doorliep een Franstalige middelbare school in Rabat, het Lycée Descartes. In 1999 ging ze naar Parijs om te studeren aan het Sciences Po. Na haar afstuderen in 2008 werkte ze bij het weekblad Jeune Afrique. Ze schreef vooral over Noord-Afrika. In 2012 nam ze ontslag om zich te wijden aan literair schrijven. Ze bleef tegelijkertijd werken voor Jeune Afrique als freelance journaliste.
Leïla Slimani is in 2008 getrouwd met een bankier. Het echtpaar heeft een zoon en een dochter, geboren in 2011 en in 2017.
In de tweede ronde van de presidentsverkiezingen van 2017 in Frankrijk steunde ze de kandidatuur van Emmanuel Macron. Op 6 november 2017 werd zij benoemd tot de persoonlijke vertegenwoordiger van president Emmanuel Macron voor de Francophonie.

## Auteurschap

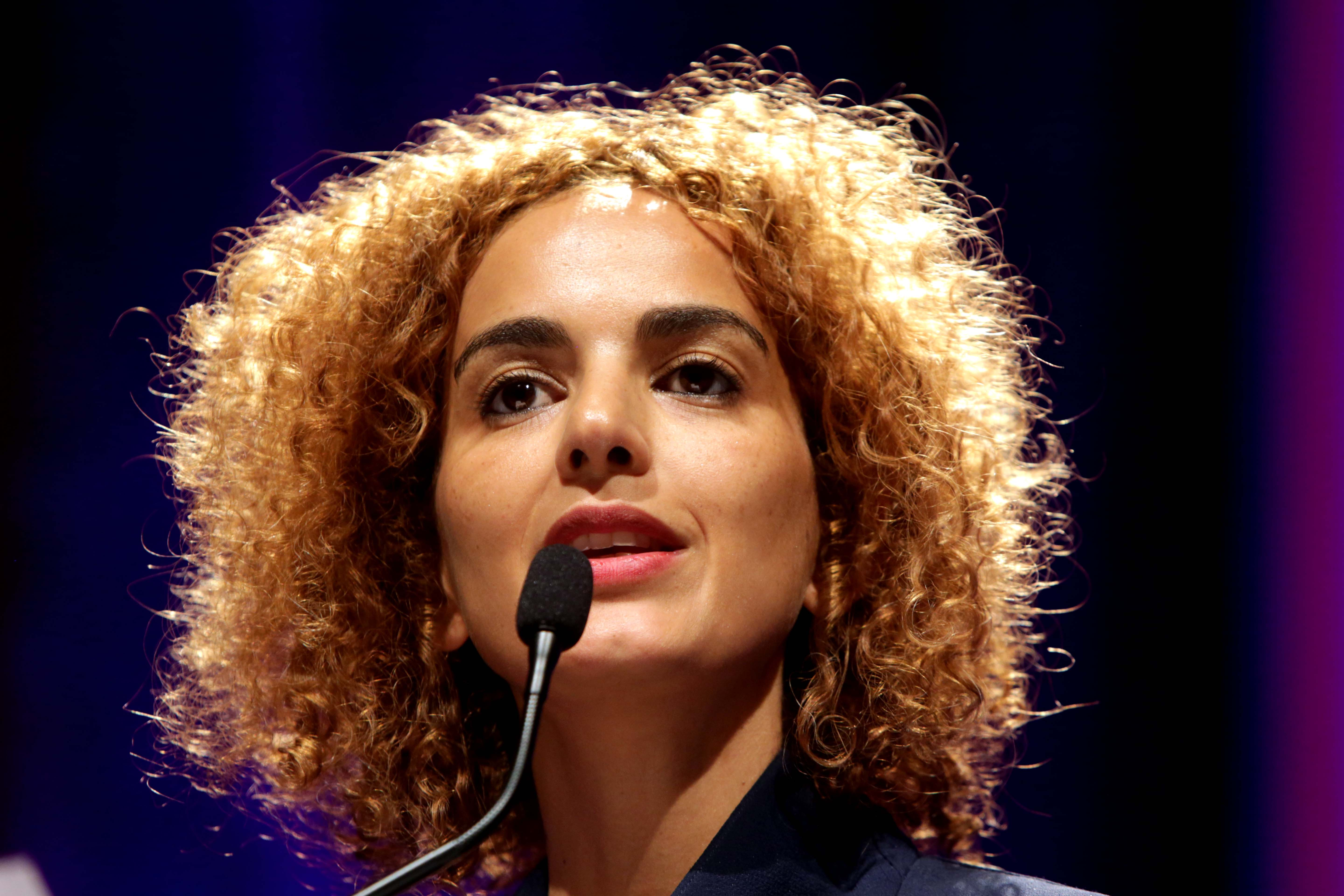
Slimani (2018)

In 2014 publiceerde ze haar eerste roman Dans le jardin de l'ogre (Nederlandse titel: In de tuin van het beest). De roman gaat over een seksverslaafde journaliste en moeder. Een vrouw (Adèle), die haar eenzaamheid en haar innerlijke leegte probeert tegen te gaan met vreugdeloze seks. Het is tevens een aanklacht tegen de benepen seksuele cultuur in Marokko, het geboorteland van de auteur.
Voor haar tweede roman Een zachte hand ontving ze de Prix Goncourt 2016. Deze roman opent met het gewelddadige einde van twee jonge kinderen. Daarna begint het verhaal opnieuw. Een jong echtpaar zoekt een oppas voor hun jonge kinderen omdat de moeder (Myriam) haar werk als advocaat weer wil hervatten. Ze vinden een geweldige oppas (Louise), die voor de kinderen zorgt en alle taken in huis op zich neemt. Langzaam maar zeker gaat het echter mis. De verhouding tussen Myriam en Louise verslechtert. Myriam denkt dat ze als moeder tekort schiet. En voor Louise wordt het gezin een obsessie die eindigt met het drama waarmee het boek begint.
In 2017 verscheen haar boek Sexe et mensonges (vert. Seks en leugens) waarin zij de heersende dubbele seksuele moraal in de Marokkaanse gemeenschap aan de orde stelt. In haar boek heeft ze de seksuele ervaringen opgetekend van vrouwen in Marokko. Ze moeten voldoen aan puriteinse verwachtingen: voor hen gelden regels die niet voor mannen gelden. Slimani stelt dat het onderdrukken van vrouwelijke seksualiteit niet alleen een Marokkaans probleem is en dat het fout is om de schuld hiervoor uitsluitend bij de islam te leggen. Zij stelt dat het een wereldwijd probleem is.
Op 3 januari 2023 was Slimani de tweede gast van het VPRO-programma Wintergasten. Daarin besprak zij, aan de hand van door haar gekozen videofragmenten, een aantal maatschappelijke onderwerpen. Haar boeken kwamen daarbij ook aan de orde.

## Werken
- 2013 La Baie de Dakhla. Itinérance enchantée entre mer et désert, Casablanca, Malika Éditions, 200 pagina's.
- 2014 Dans le jardin de l'ogre, Paris, Éditions Gallimard, 214 pagina's. Nederlandse vertaling: In de tuin van het beest. Vertaling door Gertrud Maes. Uitgeverij Nieuw Amsterdam, 2018. 176 pagina's.
- 2016 Chanson douce, Paris, Éditions Gallimard, 226 pagina's. Nederlandse vertaling: Een zachte hand. Vertaling door Gertrud Maes. Uitgeverij Nieuw Amsterdam, 2017. 192 pagina's. In 2019 opnieuw uitgegeven onder de titel De perfecte oppas.
- 2016 Le diable est dans les détails, La Tour-d'Aigues, Éditions de l'Aube, 62 pagina's. Nederlandse vertaling: De duivel zit in de details. Vertaald door Gertrud Maes. Uitgeverij Nieuw Amsterdam, 2021. ISBN 9789046823231
- 2017 Sexe et mensonges. La vie sexuelle au Maroc, Paris, Les Arènes, 200 pagina's. Nederlandse vertaling: Seks en leugens. Gesprekken met Islamitische vrouwen. Vertaling door Gertrud Maes. Uitgeverij Nieuw Amsterdam, 2018. 192 pagina's.
- 2017 Paroles d'honneur, Paris, Les Arènes, 110 pagina's.
- 2017 Simone Veil, mon héroïne, Éditions de l'Aube, 96 pagina's.
- 2018 Comment j'écris. Conversation avec Éric Fottorino, La Tour-d'Aigues, Éditions de l'Aube, 66 pagina's.

#### TrilogieLe Pays des autres(Het land van de anderen)
- 2020 Première partie: La guerre, la guerre, la guerre. Paris, Éditions Gallimard, 368 pagina's. Nederlandse vertaling: Mathilde. Het land van de anderen, deel 1. Vertaald door Gertrud Maes. Uitgeverij Nieuw Amsterdam, 2020. ISBN 9789046827000
- 2022 Deuxième partie: Regardez-nous danser. Paris, Éditions Gallimard, 367 pagina's. Nederlandse vertaling: Kijk ons dansen. Het land van de anderen, deel 2. Vertaald door Gertrud Maes. Uitgeverij Nieuw Amsterdam, 2022. ISBN 9789046829776
- 2025 Troisième partie: J'emporterai le feu. Paris, Éditions Gallimard, 432 pagina's. Nederlandse vertaling: Neem het vuur mee. Het land van de anderen, deel 3. Vertaald door Gertrud Maes. Uitgeverij Wereldbibliotheek, Amsterdam, 2025. ISBN 9789028453951